# Organizmy modelowe

Elektronowa mikrofotografia komórek pałeczki okrężnicy

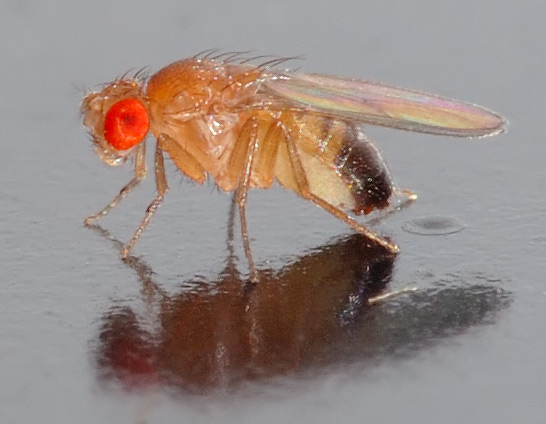
Wywilżna karłowata, jeden z najbardziej znanych obiektów eksperymentów

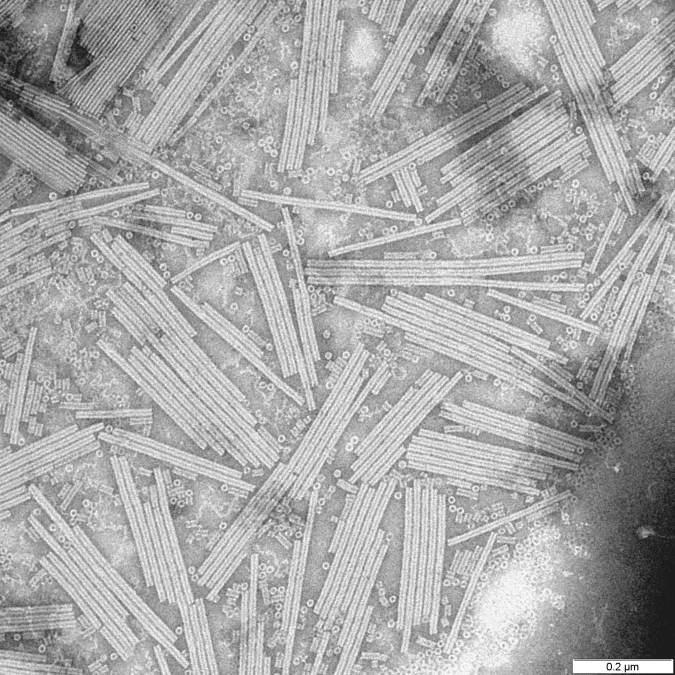
Elektronowa mikrofotografia cząsteczek wirusa mozaiki tytoniu (TMV)

Organizmy modelowe – organizmy wykorzystywane w badaniach genetycznych ze względu na swoje cechy. Do tej pory nie znaleziono idealnego organizmu modelowego, ale są pewne cechy biologiczne, które bierze się pod uwagę, wybierając obiekt do eksperymentu.

## Cechy organizmu modelowego
| Cechy organizmu modelowego                 | Cechy organizmu modelowego                                                  | Cechy organizmu modelowego |
| Cecha                                      | Zalety                                                                      |                            |
| ------------------------------------------ | --------------------------------------------------------------------------- | -------------------------- |
| małe rozmiary i proste pożywienie          | hodowla nie wymaga dużo miejsca, jest łatwa i tania w utrzymaniu            |                            |
| duża liczba potomstwa                      | pozwala na wiarygodną analizę statystyczną wzorów dziedziczenia             |                            |
| krótki cykl życiowy                        | umożliwia obserwację wzorów dziedziczenia w kolejnych pokoleniach           |                            |
| mały genom, duże chromosomy                | mała ilość DNA do analizy; łatwiej badać chromosomy w mikroskopie świetlnym |                            |
| złożony rozwój                             | pozwala na analizę złożonych procesów rozwojowych                           |                            |
| dostępność informacji i technik badawczych | wiele mutantów jest dostępnych do analiz                                    |                            |
| zsekwencjonowany genom                     | bardzo ułatwia analizy molekularne                                          |                            |

## Organizmy modelowe
- bakteriofag lambda
- bakteriofag ΦX174
- wirus mozaiki tytoniu

Jednokomórkowe organizmy modelowe
- bakterie: pałeczka okrężnicy, laseczka sienna
- archeowce: Sulfolobus
- drożdże: Saccharomyces cerevisiae i Schizosaccharomyces pombe

Jedno lub wielokomórkowe
- śluzowiec Dictyostelium discoideum – do badań interakcji międzykomórkowych
- grzyby: Aspergillus parasiticus, czernidłak szarawy, kropidlak popielaty, kropidlak żółty, Neurospora crassa, Penicillium chrysogenum, Pyricularia oryzae.

Zwierzęta modelowe
- muszka owocowa
- nicień Caenorhabditis elegans
- jeżowce
- platana szponiasta
- kura domowa
- mysz domowa

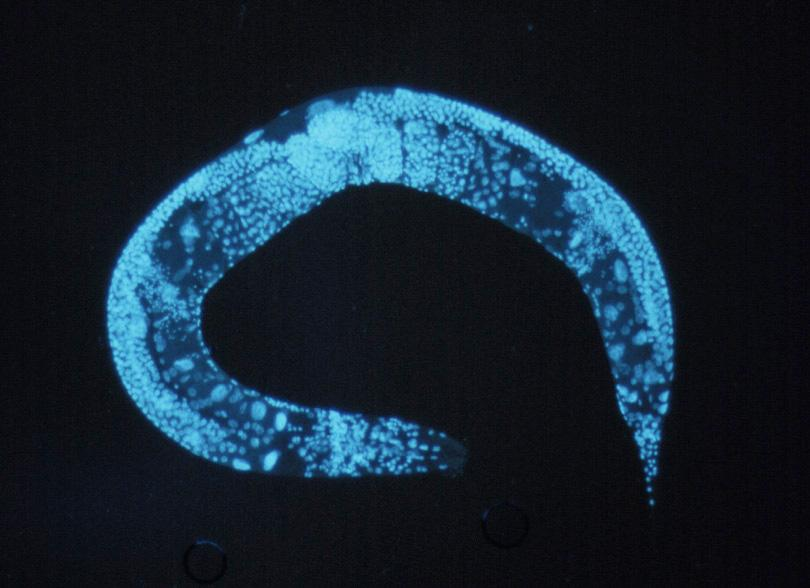
Caenorhabditis elegans

- ryby: rodzina pielęgnicowatych (Cichlidae), danio pręgowany, ryżanka japońska, rozdymka tygrysia
- szympans
- Homo sapiens – pierwszy ssak o zsekwencjonowanym genomie (2001)

Rośliny modelowe
- Chlamydomonas reinhardtii

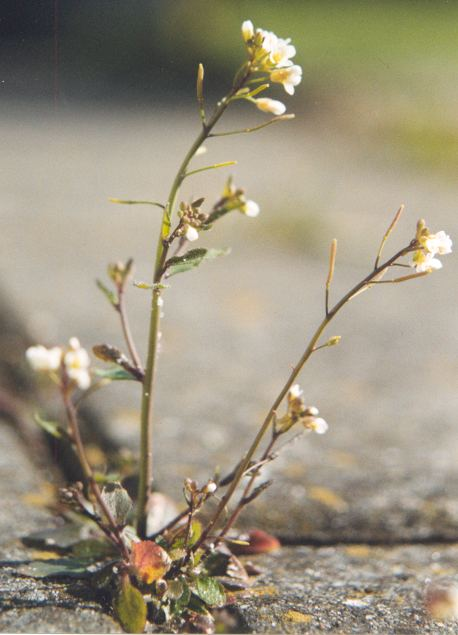
Rzodkiewnik pospolity

- toczek Volvox cateri – prosty wielokomórkowiec
- rzodkiewnik pospolity
- wyżlin większy
- tytoń, groch – pierwsze obiekty badań genetycznych
- ryż siewny Oryza sativa